# Heteronympha salazar
Heteronympha salazar är en fjärilsart som beskrevs av Hans Fruhstorfer 1911. Heteronympha salazar ingår i släktet Heteronympha och familjen praktfjärilar. Inga underarter finns listade i Catalogue of Life.